# Stichophthalma miyana
Stichophthalma miyana är en fjärilsart som beskrevs av Hans Fruhstorfer 1913. Stichophthalma miyana ingår i släktet Stichophthalma och familjen praktfjärilar. Inga underarter finns listade i Catalogue of Life.